# All-Star Gala 2015
Het All-Star Gala 2015 was de 40e editie van het All-Star Gala. Het evenement werd op 22 februari in Maaspoort Sports & Events in 's-Hertogenbosch gehouden. Het was de tweede keer dat het evenement hier plaatsvindt. Het evenement was in eerste instantie toegewezen aan de KingsDome in Den Helder, maar nadat de club Den Helder Kings failliet ging werd de organisatie aan SPM Shoeters overgedragen.
Dit jaar werd er niet zoals gebruikelijk met twee teams uit de DBL gespeeld, maar speelde het Nederlands basketbalteam tegen de beste overige spelers uit de competitie. Hierbij gold de regel dat alleen spelers die niet door bondscoach Van Helfteren werden opgeroepen voor de All-Stars spelen. Uit Turkije en Duitsland kwamen Nick Oudendag en Charlon Kloof over.

## All*Star Game
| 22 februari 2015 15:00 | Nederland                          | 127–125 | DBL Stars                  | Maaspoort Sports & Events, 's-Hertogenbosch |  |
| 22 februari 2015 15:00 | Oudendag 24 Oudendag 13 Williams 6 | Verslag | Curry 23 Johnson 9 Jeter 8 | Kwartstanden: 37–28, 26–32, 26–25, 38–40    |  |
| 22 februari 2015 15:00 |                                    |         |                            |                                             |  |
|                        |                                    |         |                            |                                             |  |

| Jeroen van der List (ZZ Leiden) |

| Pos.        | Speler              | Team                     | Aantal All-Star selecties |
| Starters    | Starters            | Starters                 | Starters                  |
| ----------- | ------------------- | ------------------------ | ------------------------- |
| G           | Worthy de Jong      | Zorg en Zekerheid Leiden | 4                         |
| G           | Leon Williams       | Landstede Basketbal      | 2                         |
| F           | Mohamed Kherrazi    | Zorg en Zekerheid Leiden | 1                         |
| C           | Thomas Koenis       | Donar                    | 1                         |
| C           | Nick Oudendag       | ETB Wohnbau Baskets      | –                         |
| Bankspelers |                     |                          |                           |
| G           | Dexter Hope         | Aris Leeuwarden          | 1                         |
| G           | Arvin Slagter       | SPM Shoeters Den Bosch   | 5                         |
| G           | Charlon Kloof       | Istanbul DSI             | –                         |
| F           | Ralf de Pagter      | SPM Shoeters Den Bosch   | 1                         |
| F           | Kees Akerboom jr.   | SPM Shoeters Den Bosch   | 9                         |
| G           | Sean Cunningham     | Donar                    | 2                         |
| G           | Dimeo van der Horst | BC Apollo Amsterdam      | 2                         |
| G           | Rogier Jansen       | Zorg en Zekerheid Leiden | 3                         |
| F           | Stefan Wessels      | SPM Shoeters Den Bosch   | 6                         |
| C           | Ross Bekkering      | Donar                    | 4                         |
| F           | Jeroen van der List | Zorg en Zekerheid Leiden | 3                         |
| Coaches     |                     |                          |                           |
|             | Toon van Helfteren  | Geen club, bondscoach    |                           |

| Pos.        | Speler              | Team                       | Aantal selecties |          |
| Starters    | Starters            | Starters                   | Starters         | Starters |
| ----------- | ------------------- | -------------------------- | ---------------- | -------- |
| G           | Brandyn Curry       | SPM Shoeters Den Bosch     | 1                |          |
| G           | Yannick Franke      | Challenge Sports Rotterdam | 1                |          |
| F           | Mark Sanchez        | Donar                      | 2                |          |
| F           | Will Felder         | Zorg en Zekerheid Leiden   | 1                |          |
| C           | Reggie Johnson      | SPM Shoeters Den Bosch     | 1                |          |
| Bankspelers |                     |                            |                  |          |
| G           | Lance Jeter         | Donar                      | 2                |          |
| G           | DeJuan Wright       | Donar                      | 2                |          |
| G           | Chris Denson        | SPM Shoeters Den Bosch     | 1                |          |
| F           | Tyson Hinz          | Landstede Basketbal        | 1                |          |
| F           | Marquise Simmons    | Aris Leeuwarden            | 1                |          |
| C           | Kenneth van Kempen  | Maxxcom BSW                | 3                |          |
| C           | Joe Burton          | Landstede Basketbal        | 1                |          |
| Coaches     |                     |                            |                  |          |
|             | Herman van den Belt | Landstede Basketbal        |                  |          |

## All*Star Game U24
| 22 februari 2015 12:30 | Noord                                | 103–108 | Zuid                       | Maaspoort Sports & Events, 's-Hertogenbosch |  |
| 22 februari 2015 12:30 | Treffers 22 Treffers 12 Bouwknecht 5 | Verslag | Aarts 25 Kok 12 Schilder 7 | Kwartstanden: 21–23, 29–33, 16–25, 37–27    |  |
| 22 februari 2015 12:30 |                                      |         |                            |                                             |  |
|                        |                                      |         |                            |                                             |  |

| Vaidas Tamasauskas (Challenge Sports Rotterdam) |

## Randevenementen
| Evenement           | Winnaar       | Runner-up            |
| ------------------- | ------------- | -------------------- |
| Dunk contest        | Orlando Gomes | Chris Denson         |
| Three-point contest | Maurice Creek | Valentijn Lietmeijer |